# (24962) Kenjitoba
(24962) Kenjitoba (1997 UX8) – planetoida z pasa głównego asteroid okrążająca Słońce w ciągu 5,71 lat w średniej odległości 3,19 j.a. Odkryta 27 października 1997 roku.